# 航埠镇 (崇仁县)
航埠镇，是中华人民共和国江西省抚州市崇仁县下辖的一个乡镇级行政单位。

## 行政区划
航埠镇下辖以下地区：
新街社区、周家村、章家店村、下章村、徐家村、程坊村、航埠村、周家舍村、古塘村和六家源村。